# Нунам-Икуа (Аляска)
Нунам-Икуа или Нунамекрок (англ. Nunam Iqua) — город в зоне переписи населения Кусилвак, штат Аляска, США. Население по оценочным данным на 2014 год составляет 201 человек.

## География
Площадь города составляет 48 км², из них 34 км² — суша и 14 км² — открытые водные пространства.

## История
Город был инкорпорирован в 1974 году под названием Шелдон-Пойнт (англ. Sheldon Point). В результате референдума, проведённого в ноябре 1999 года, название было изменено на Нунам-Икуа. С юпикского языка современное название можно перевести как «конец тундры».

## Население
По данным переписи 2000 года, население города составляло 164 человека. Расовый состав: коренные американцы — 90,24 %; белые — 5,49 %; афроамериканцы — 0,61 % и представители двух и более рас — 3,66 %.
Из 35 домашних хозяйств в 57,1 % — воспитывали детей в возрасте до 18 лет, 31,4 % представляли собой совместно проживающие супружеские пары, в 28,6 % семей женщины проживали без мужей, 22,9 % не имели семьи. 17,1 % от общего числа домохозяйств на момент переписи жили самостоятельно, при этом 0 % составили одинокие пожилые люди в возрасте 65 лет и старше. В среднем домашнее хозяйство ведут 4,69 человек, а средний размер семьи — 5,22 человек.
Доля лиц в возрасте младше 18 лет — 51,8 %; лиц в возрасте от 18 до 24 лет — 8,5 %; от 25 до 44 лет — 23,8 %; от 45 до 64 лет — 11,6 % и лиц старше 65 лет — 4,3 %. Средний возраст населения — 17 лет. На каждые 100 женщин приходится 124,7 мужчин; на каждые 100 женщин в возрасте старше 18 лет — 97,5 мужчин.
Средний доход на совместное хозяйство — $29 000; средний доход на семью — $26 250. Средний доход на душу населения — $6725. Около 40,6 % семей и 36,3 % населения живут за чертой бедности, включая 40,9 % лиц в возрасте младше 18 лет и 0 % лиц старше 65 лет.